# Yatel Football Club
Lo Yatel Football Club è una società calcistica di Port Vila, capitale di Vanuatu. I colori sociali sono il bianco e il blu.

## Rosa
| N. |                    | Ruolo | Calciatore      |
| -- | ------------------ | ----- | --------------- |
|    | Vanuatu (bandiera) | P     | Presley Garae   |
|    | Vanuatu (bandiera) | D     | Jessy Frederick |
|    | Vanuatu (bandiera) | D     | Rexley Tarivuti |
|    | Vanuatu (bandiera) | D     | Lele William    |
|    | Vanuatu (bandiera) | C     | Kaisson Maki    |
|    | Vanuatu (bandiera) | C     | Joe Pakoa       |
|    | Vanuatu (bandiera) | C     | Anthany Sbirygu |
|    | Vanuatu (bandiera) | C     | Sithy Thompsen  |

| N. |                    | Ruolo | Calciatore        |
| -- | ------------------ | ----- | ----------------- |
|    | Vanuatu (bandiera) | C     | Ricky Tari        |
|    | Vanuatu (bandiera) | A     | Remy Kensi        |
|    | Vanuatu (bandiera) | A     | Jean Victor Maleb |
|    | Vanuatu (bandiera) | A     | Brian Melar       |
|    | Vanuatu (bandiera) | A     | Karim Russel      |
|    | Vanuatu (bandiera) | A     | Peter Lency       |

Fonte: